# Dębowiec (powiat włodawski)
Dębowiec – wieś w Polsce położona w województwie lubelskim, w powiecie włodawskim, w gminie Urszulin.
| SIMC    | Nazwa   | Rodzaj    |
| ------- | ------- | --------- |
| 1025864 | Majątek | część wsi |

W latach 1975–1998 miejscowość należała administracyjnie do województwa chełmskiego.
Wieś stanowi sołectwo gminy Urszulin. Według Narodowego Spisu Powszechnego z roku 2011 wieś liczyła 155 mieszkańców.
Miejscowość należy rzymskokatolickiej parafii Chrystusa Miłosiernego w Urszulinie.